# Evgenija Dmitrievna Subbotina
Evgenija Dmitrievna Subbotina, in russo Евгения Дмитриевна Субботина? (Izmalkovo, 1853 – Mosca, dopo il 1930), è stata una rivoluzionaria russa.

## Biografia
Di famiglia nobile, era figlia del proprietario terriero Dmitrij Subbotin e di Sof'ja Iovskaja. Diplomatasi nel 1872 nel Primo ginnasio femminile di Mosca, non essendo concesso alle donne di frequentare l'Università, si trasferì in Svizzera con la sorella Marija e l'amica Anna Toporkova per studiare scienze nell'Università di Zurigo.
Qui aderì al circolo femminile Fričej, formato da studentesse russe allineate nelle posizioni del populismo rivoluzionario. Conosciuto Pëtr Lavrov, lavorò nella redazione della rivista « Vperëd », e fu raggiunta a Zurigo dalla madre e dalla sorella Nadežda. Dopo che il governo russo vietò alle emigrate di studiare a Zurigo, si trasferì a Ginevra e poi a Parigi.
Evgenija tornò in Russia nell'agosto del 1874 e visse nella tenuta dei genitori a Belomestnoe, in provincia di Kursk. Alla fine dell'anno si trasferì a Mosca e aderì all'Organizzazione socialrivoluzionaria panrussa. Il 13 agosto 1875 fu arrestata in casa del compagno Antimoz Gamkrelidze: trasferita nella casa di detenzione di Pietroburgo, fu imputata nel processo dei 193, nel quale fu assolta, e nel processo dei 50, nel quale, il 14 marzo 1877, fu condannata per appartenenza ad associazione sovversiva a 16 anni di esilio in Siberia.
Deportata a Tunka, villaggio della provincia di Irkutsk, nel gennaio del 1879 tentò la fuga, ma fu ripresa e trasferita a Vercholensk, sempre nella provincia di Irkutsk. Qui, il 1º giugno 1884 sposò il compagno di esilio Vladislav Kozlovski. Nel maggio del 1885 furono entrambi trasferiti a Tomsk finché il 29 marzo 1889 Evgenija Subbotina ottenne di risiedere col marito a Varsavia. Rimasta vedova, nel 1892 chiese e ottenne di risiedere a Orël sotto sorveglianza.
Dopo la caduta dello zarismo, fece parte della Società degli ex detenuti ed esuli politici, costituita nel 1921 per raccogliere documenti, testimonianze e memorie del passato rivoluzionario russo. A tale scopo Evgenija Subbotina scrisse il libretto Sulla strada della rivoluzione, pubblicato nel 1928.

## Scritti
- Evgenija D. Subbotina, Na revolijcionnom puti [Sulla strada della rivoluzione], Mosca, Izdatel'stvo Vsesojuz obščestva politkatoržan i ssyl'noposelencev, 1928